# 間石オゴリ駅
間石オゴリ駅（カンソクオゴリえき）は、大韓民国仁川広域市南洞区にある仁川交通公社1号線の駅である。駅番号は(I123)。なお、オゴリ(五街/오거리)は韓国語で「五叉路」の意味。

## 駅構造
- 相対式ホーム2面2線の地下駅。

## 駅周辺
- 仁川交通公社
- 間石洞郵便局
- 仁川薬山初等学校
- 仁川間石女子中学校

## 歴史
- 1999年10月6日 - 開業。

## 隣の駅
仁川交通公社
●1号線
富平サムゴリ駅 (I122) - 間石オゴリ駅 (I123) - 仁川市庁駅 (I124)

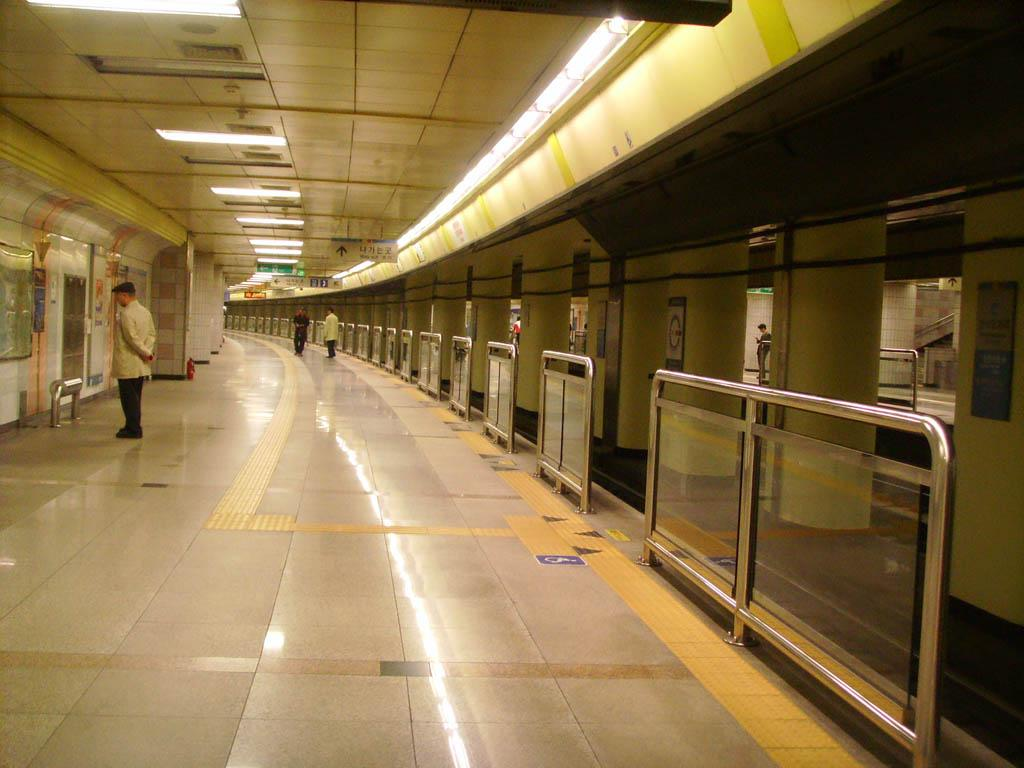
プラットホーム(ホームドア工事前)
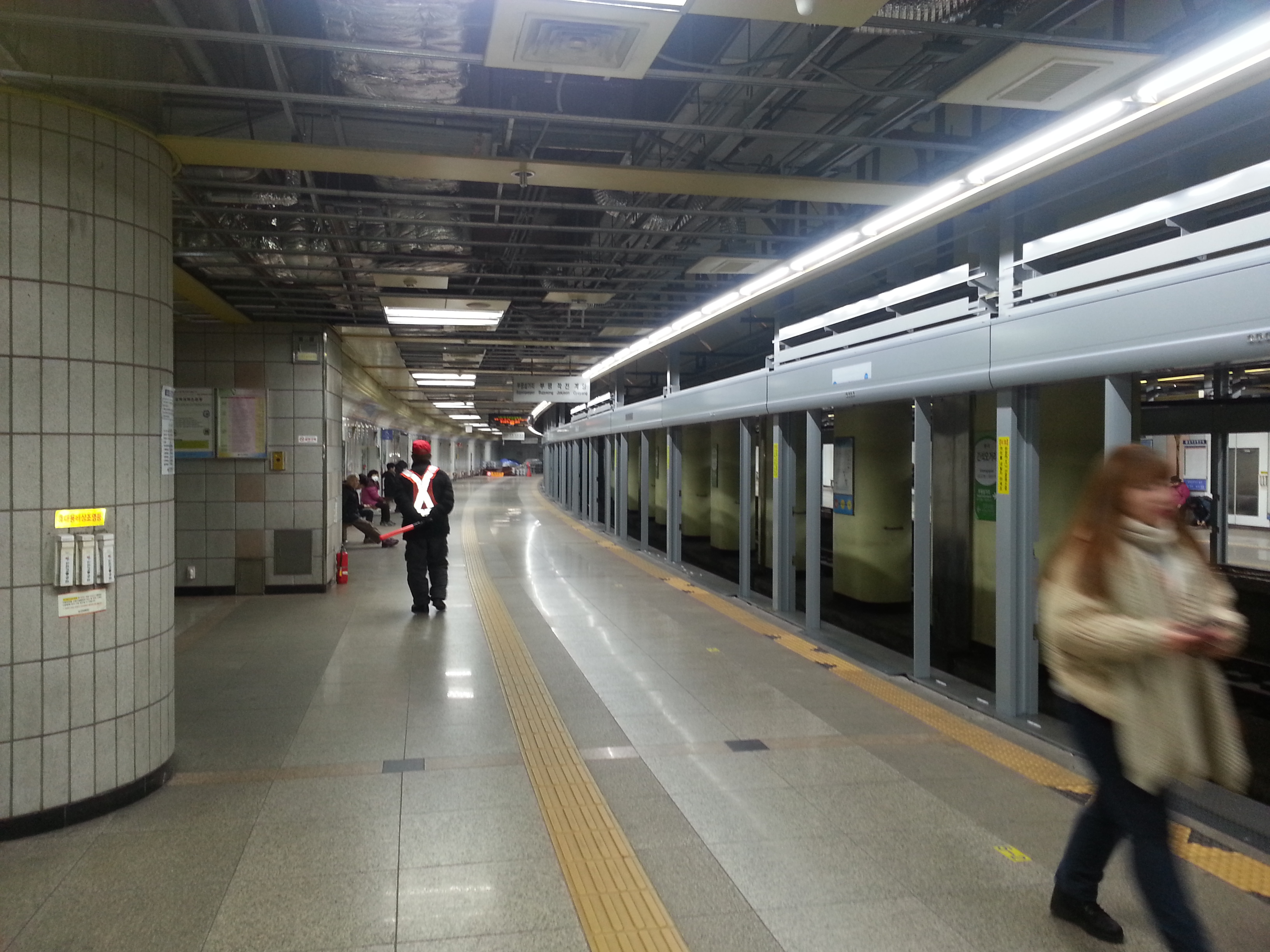
プラットホーム(ホームドア設置後)